# Фемінізм у Німеччині

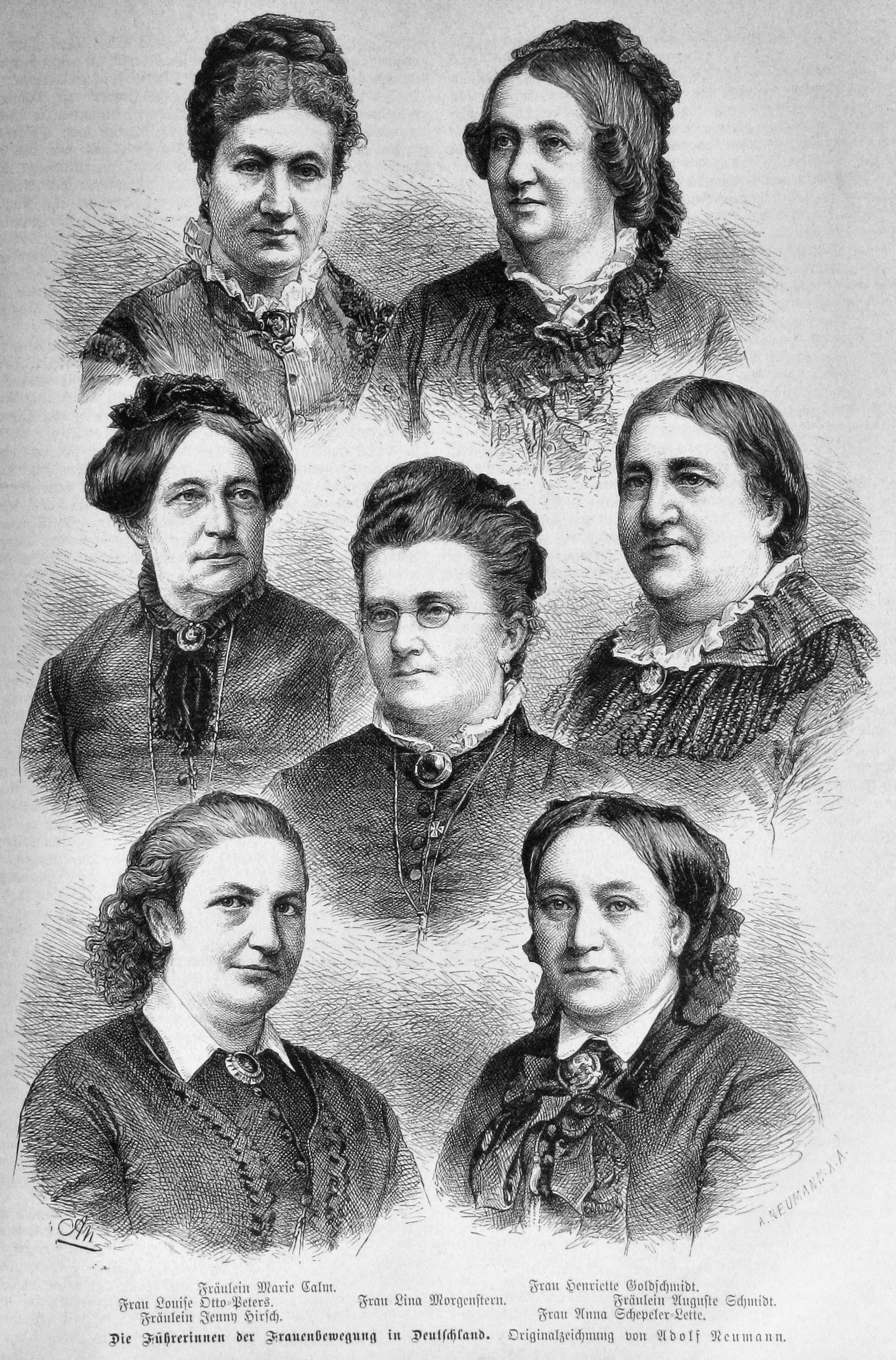
Ілюстрація 1883 року: кілька видатних феміністок. Марі Калм, Луїза Отто-Пітерс, Дженні Гірш, Ліна Моргенштерн, Генріетту Гольдшмідт, Огюст Шмідт, Анна Шепелер-Летте

Фемінізм у Німеччині як сучасний рух розпочався в період Вільгельмінізму(1888—1918), коли окремі жінки та групи за права жінок тиснули на низку традиційних інституцій, від університетів до уряду, щоб вони стали доступними жінкам. Кульмінацією цього руху стало здобуття виборчого права жінками у 1919 році. Пізніші хвилі фемінізму підштовхнули до розширення прав жінок.

## Історія

### Від Середньовіччя до раннього Нового часу
Німецький фемінізм сягає корінням в життя жінок, які кидали виклик традиційним гендерним ролям ще в період Середньовіччя. З раннього середньовіччя і до 18 століття німецьке право ставило жінок в підлегле і залежне становище. Салічна (франкська) правда, на якій базувалися закони німецьких земель, ставив жінок у невигідне становище щодо права власності та права на спадщину. Німецькі вдови потребували опікуна-чоловіка, щоб представляти їх у суді. На відміну від англосаксонського права або вестготського кодексу, салічний закон забороняв жінкам спадкувати трон. Соціальний статус ґрунтувався на військових і гендерних ролях, новонародженим дівчаткам надавалося менше значення, хлопчикам. Побої дружин схвалювалися до 18 століття баварським законодавством.:405
Деякі забезпечені жінки стверджували свій вплив у середні віки, як правило, у королівських дворах чи монастирях. Гільдеґарда Бінгенська, Гертруда Велика, Єлизавета Баварська і Аргула фон Грумбах прагнули до незалежних досягнень у таких сферах, як медицина, музична композиція, релігійне письмо, а також урядова та військова політика.

### Епоха Просвітництва і початок 19 ст.
Юридичне визнання прав жінок у Німеччині відбувалося повільніше, ніж у деяких інших країнах, таких як Англія, Франція, :406–7США або Канаді. Рівні батьківські права за німецьким законодавством з'явилися лише у Німецькій Федеративній Республіці в 20 столітті; Цивільний кодекс Німеччини, введений у 1900 році, залишив закон без змін у цьому питанні, базуючи його саме на Загальних державних законах для прусських земель 1794 року. Права власності також повільно змінювалися. Наприкінці 19 століття одружені жінки все ще не мали права власності, чоловік-опікун розпоряджався майном від їхнього імені (винятки були зроблені для випадків, коли чоловіки були ув'язненими або відсутніми). Будь-яка жінка, яка успадкувала ремісничий бізнес, мала певну свободу на практиці, щоб керувати бізнесом, але їй не дозволялося відвідувати збори купецької гільдії, і вона повинна була посилати чоловіка представляти її інтереси. Традиція передбачала, що «держава визнає міщанина, але не міщанку».:406
Епоха Просвітництва принесла феміністичне мислення до Англії та Франції, що найбільше вплинуло на роботи Мері Волстонкрафт. Німецькомовні регіони в цьому плані поступалися. В Англії та Франції жінки вищого класу були письменними, а іноді ставали плідними авторками феміністичних творів, в Німеччині мережа письменниць і активісток-феміністок з'являлася повільно. Вважалося, що на цю дилему впливають багато причин: від розділених регіонів та відсутності столиці до повільного поширення романів та інших літературних форм у німецькомовних регіонах.:406 Жінки з літературним талантом, швидше за все, працювали у відносній ізоляції, але вони залишили у спадщині листи та мемуари, які набули нової популярності як ностальгічний напрям Kulturgeschichte (історія культури) у перші десятиліття 20-го століття.:407

Феміністичні ідеї почали поширюватися, а деякі радикальніше налаштовані жінки відверто агітували за права жінок. Софі Меро запустила Almanach für Frauen (Жіночий альманах) у 1784 році.:407Фемінізм як рух почав набувати поширення наприкінці 19 століття, хоча він ще не передбачав сильного поштовху до поширення виборчого права на німкень. Деякі феміністки фактично були проти поширення голосування на жінок, з позиції, більш поширеної на рубежі 20-го століття, коли багато німців були стурбовані тим, що надання жінкам права голосу призведе до збільшення голосів за соціалістів.:407

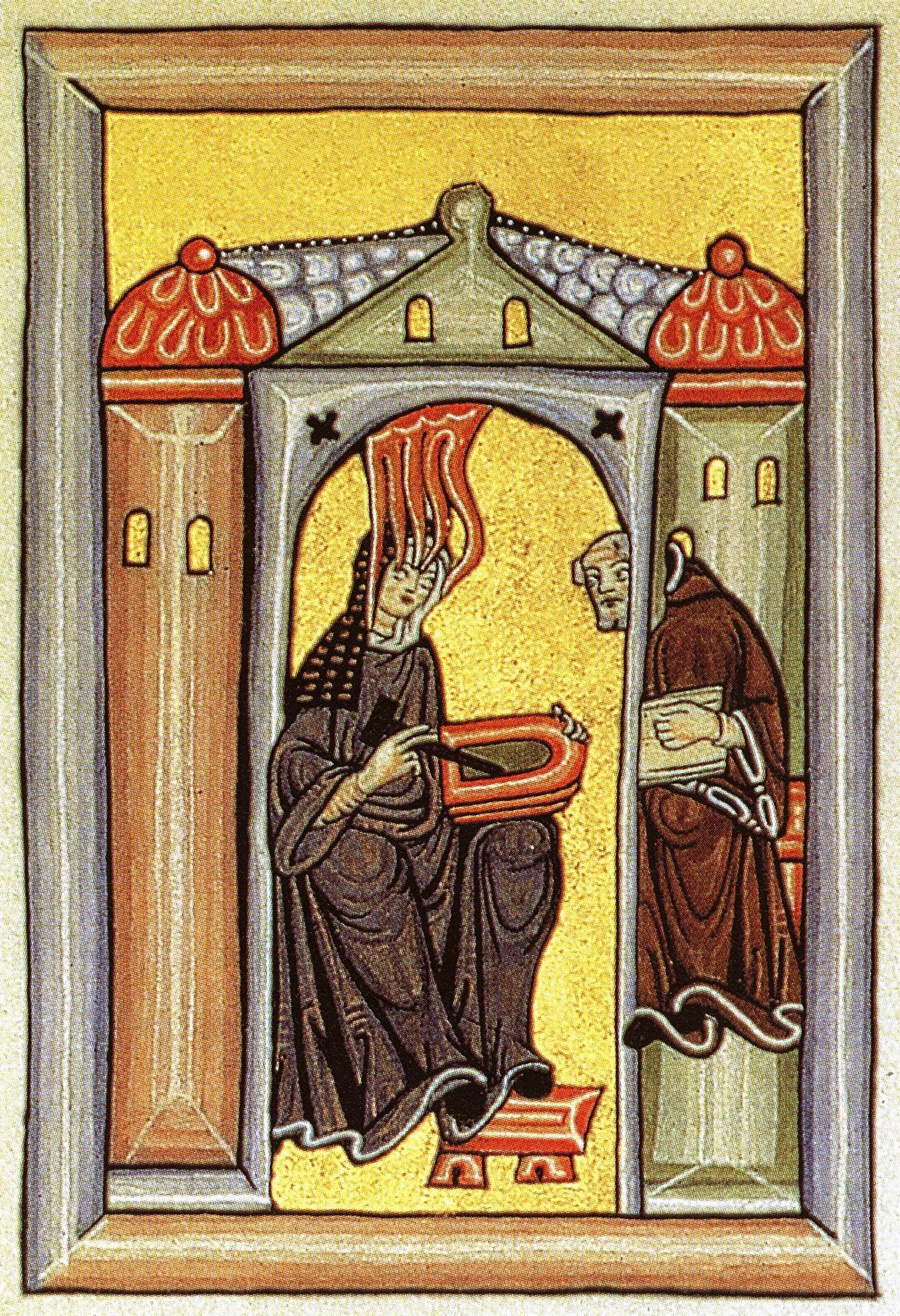
Гільдеґарда Бінгенська, середньовічна релігійна та медична письменниця й науковиця
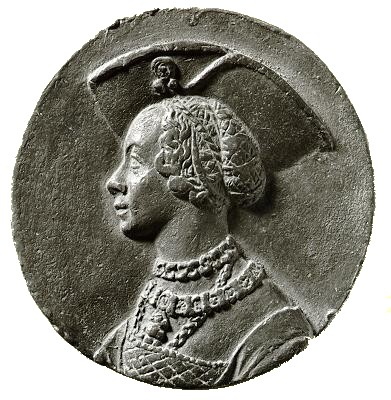
Аргула фон Грумбах, діячка протестантського руху Реформації
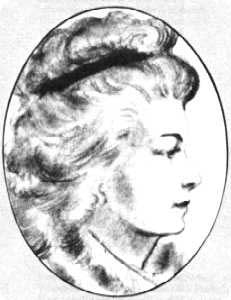
Софі Меро, письменниця епохи Просвітництва.

### Епоха Вільгельма
У процесі об'єднання Німеччини після 1871 року в основному переважали чоловіки, які надавали пріоритет темі «Батьківщина» та пов'язаним з нею «чоловічими» питанням, таким як військова доблесть. Тим не менш, жінки стали набагато краще організовані. Жінки середнього класу вступили до Bund Deutscher Frauenvereine, Союзу німецьких феміністичних організацій (BDF). Заснована в 1894 році, ця організація зросла до 137 окремих жіночих правозахисних груп з 1907 по 1933 рік, коли нацистський режим її розпустив.
З самого початку членкині BDF працювали над досягненням рівності з чоловіками в таких сферах, як освіта, фінансові можливості та політичне життя. Жінок робітничого класу не вітали; їх організували соціалісти.
Під час Вільгельмінізму кількість офіційних організацій для захисту прав жінок зросла. Німецькі феміністки почали спілкуватися з феміністками з інших країн і брали участь у зростанні міжнародних організацій; Марі Стрітт була активною феміністською лідеркою не лише в Німеччині, а й у Міжнародному альянсі за виборче право жінок (IWSA). Стрітт познайомилася з радикальними феміністками Анітою Аугспург (першою жінкою, яка закінчила університет у Німеччині) і Мінною Кауер, і стала прихильницею Товариства жіночої правової допомоги. Цілі Стрітт включали виборче право для жінок, доступ до вищої освіти, припинення регульованої державою проституції, вільний доступ до контрацепції та абортів, а також реформування законодавства про розлучення. Стрітт була членкинею і лідеркою багатьох німецьких феміністичних організацій наприкінці 19-го та початку 20-го століття, включаючи:
- Ліга захисту материнства та соціальної реформи
- Федерація німецьких жіночих асоціацій (FGWA)

FGWA була поміркованою у своїх позиціях до 1902 року, потім розпочала кампанію з реформування цивільного кодексу, але кампанія не принесла змін. Стрітт опинилася на радикальному краю німецького феміністичного руху, очолювавши Німецьку асоціацію жіночого виборчого права з 1911 року до її розпаду в 1919 році, досягнувши мети виборчого права жінок у листопаді того ж року.

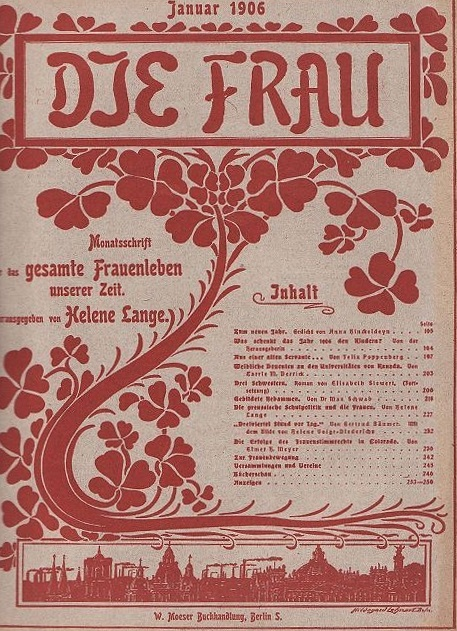
Журнал Die Frau, січень 1906 р., виданий феміністичною парасольковою організацією Bund Deutscher Frauenvereine (BDF).
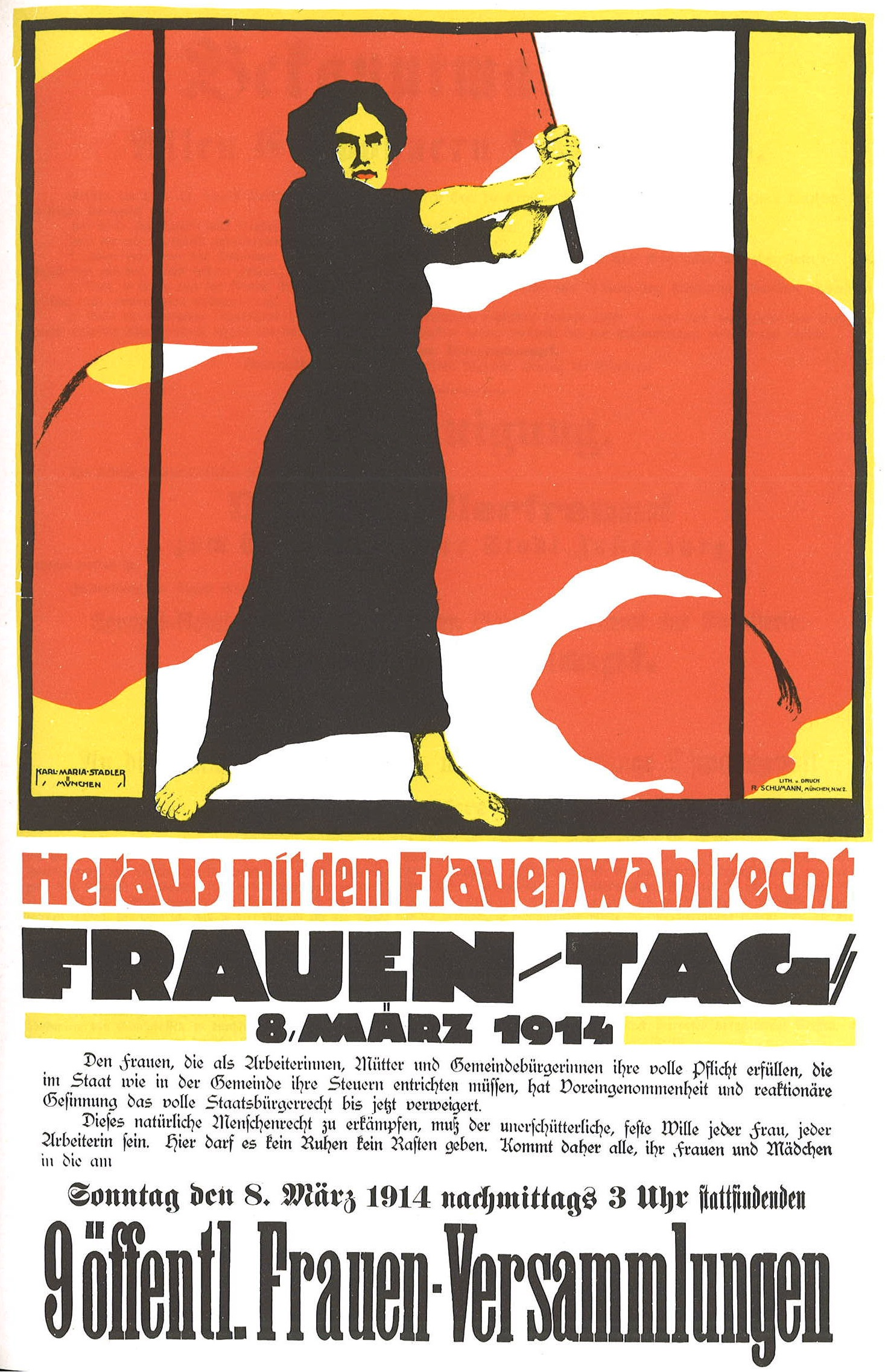
Плакат до Міжнародного жіночого дня, 8 березня 1914 р. Вимагаючи права голосу для жінок.
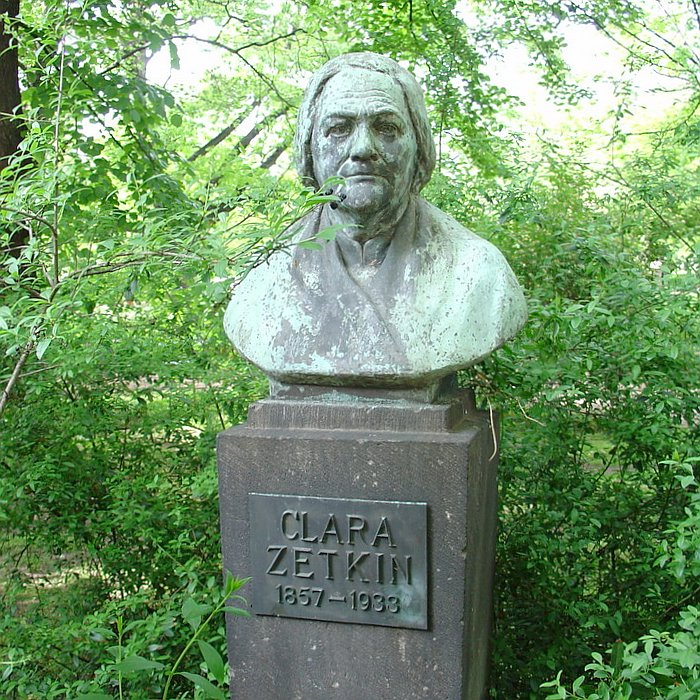
Бюст Клари Цеткін у Дрездені. Цеткін була членкинею Рейхстагу та співзасновницею Міжнародного жіночого дня

Соціалістичні феміністки активно пропагували права жінок робітничого класу. Соціалістичні, комуністичні та соціал-демократичні організації мали членкинь-феміністок, які пропагували права жінок з неоднозначним успіхом. Під час піднесення націоналізму в цю епоху однією фашистською організацією, яка була відверто антифеміністською, була Німецька національна асоціація комерційних службовців (Deutschnationaler Handlungsgehilfenverband, або DHV), яка просувала інтереси класу купців. У феміністок робітничого класу та феміністок середнього чи вищого класу було мало можливостей працювати разом. Зростання промислової економіки Німеччини протягом 1890-х років і аж до Першої світової війни привело більше жінок до робочої сили. Проте співпраця між соціальними класами на той час була «нездійсненною».
Письменниця Гедвіґ Дом дала деякий поштовх феміністичному руху в Німеччині своїми творами наприкінці 19 століття, аргументуючи, що ролі жінок створені суспільством і не є біологічним імперативом. Протягом цього періоду німецькою було перекладено ширший спектр феміністичних творів з інших мов, що поглибило феміністичний дискурс для німецьких жінок.

#### Доступ до освіти
Молоді жінки середнього та вищого класу почали тиснути на свої сім'ї та університети, щоб отримати доступ до вищої освіти. Аніта Аугспург, перша жінка-випускниця університету в Німеччині, закінчила юридичний факультет Цюріхського університету, Швейцарія. Кілька інших німкень, які не змогли вступити до німецьких університетів, також пішли до Цюріху, щоб продовжити освіту. У 1909 році німецькі університети нарешті дозволили жінкам вступати, але випускниці не могли практикувати свою професію, оскільки їм «заборонили займатися приватною практикою та державними адміністративними посадами для юристів». Перше агентство з надання правової допомоги жінкам створила Марі Стрітт у 1894 році; до 1914 р. існувало 97 таких агенцій правової допомоги, деякі з них наймали випускниць права.

### Веймарська Німеччина
Права жінок розширилися у Німеччині під час Веймарської республіки. Веймарська конституція 1919 р. закріпила статеву рівність у освіті, рівні можливості при призначенні на державну службу та рівну оплату за професіями. Ці зміни віднесли Німеччину до групи передових країн з точки зору прав жінок (Чехословаччина, Ісландія, Литва та Радянський Союз також не мали відмінності між статями в професіях, тоді як Франція, Бельгія, Нідерланди, Італія, і Норвегія дотримувалася обмежень щодо професій для жінок протягом міжвоєнного періоду). У німецькому Рейхстазі було 32 депутатки ще в 1926 році (6,7 %), що перевершувало такі країни, як Велика Британія (2,1 % від Палати громад) і США (1,1 % від Палати представників); 35 депутаток налічувалось у Рейхстазі в 1933 році напередодні нацистської диктатури, коли у Великій Британії було лише 15 жінок у Палаті громад.
Головна група феміністичних організацій, Bund Deutscher Frauenvereine (BDF; Федерація німецьких жіночих асоціацій), залишалася домінуючою силою в німецькому фемінізмі протягом міжвоєнного періоду. На початку Першої світової війни вона налічувала близько 300 000 членкинь, а в 1920-х понад 900 000; було відзначено, однак, що представниці середнього класу були далекими від радикальності і пропагували материнські «кліше» та «буржуазні обов'язки». Інші феміністичні групи були організовані навколо релігійних конфесій, було багато католицьких, протестантських та єврейських феміністичних груп.

Серед видатних феміністок епохи були Гелен Ланге(засновниця ради BDF і активістка за виборче право жінок, яка працювала в сенаті Гамбурга), її супутниця життя Гертруда Боймер (письменниця і делегатка Рейхстагу з 1919 по 1932 рік), Хелен Штекер (пацифістка, письменниця, активістка з гендерних питань, редакторка феміністського журналу), а також Клара Цеткін (теоретикиня марксизму, активістка за права жінок і делегатка до Рейхстагу від КПД з 1920 по 1933).

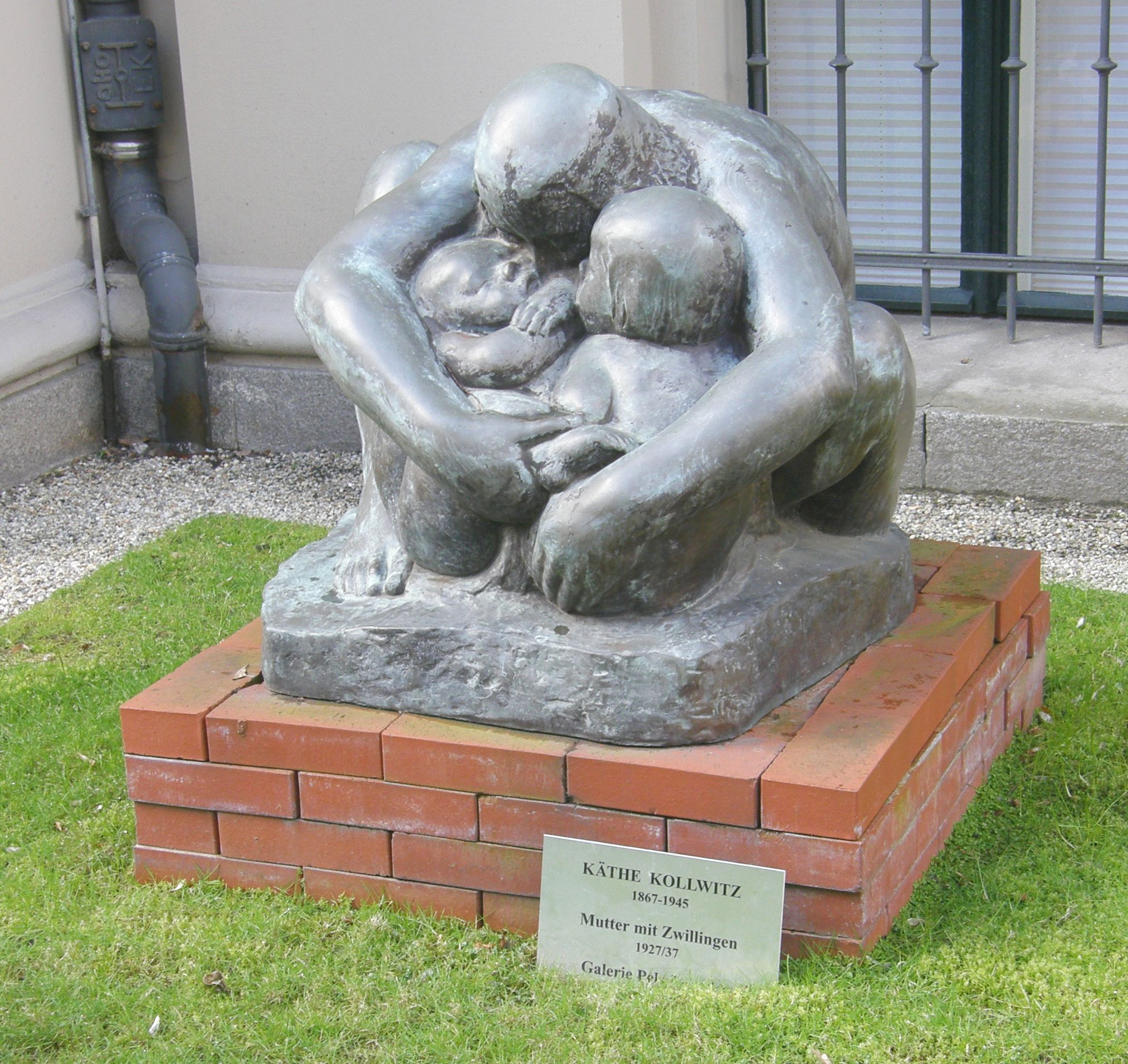
Мати і близнюки (1927/37) скульптора- експресіоніста Кете Кольвіц.
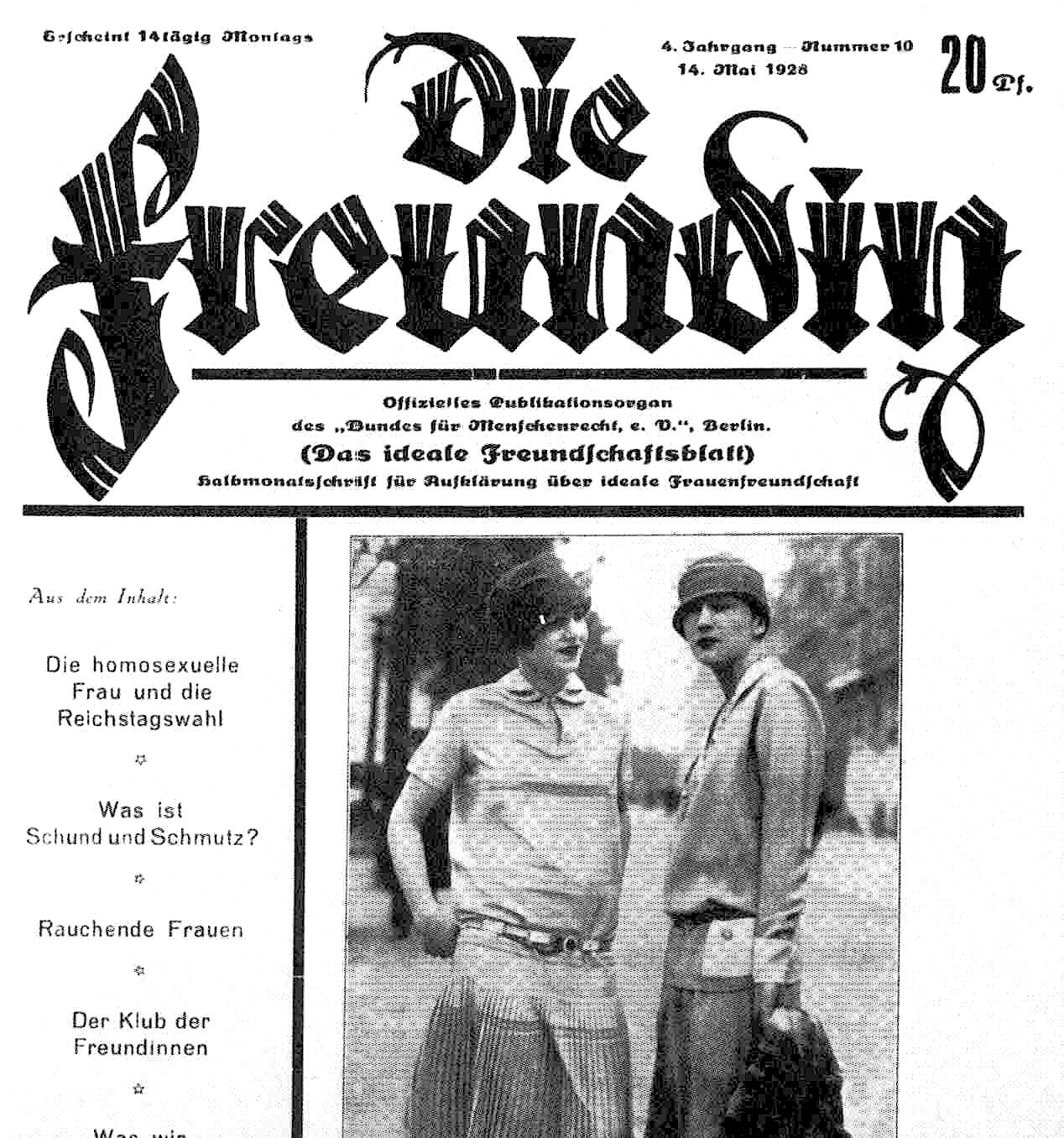
Випуск лесбійського періодичного видання Die Freundin, 1928.
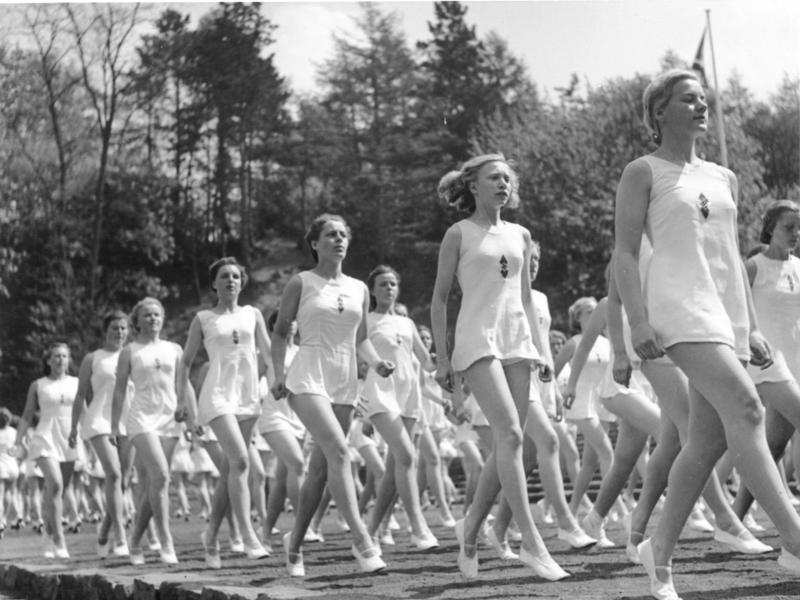
Гімнастичний виступ Ліги німецьких дівчат (Bund Deutscher Mädel або BDM), 1941.
Жінки миються біля гідранта з холодною водою на вулиці Берліна, липень 1945 року.

Веймарська республіка була епохою політичної роздробленості Німеччини. Поряд з економічним хаосом міжвоєнних років, веймарська культура загалом мала певну міру соціального хаосу, який відчував, зокрема, Берлін. Вдови війни та їхні діти намагалися заробити на життя у місті, де панували голод, безробіття та злочинність. У той же час звільнення від соціальних звичаїв означало, що жінки отримали соціальну свободу, якої вони не відчували до того часу. Соціалістки та комуністки, зокрема, відкрито вимагали вільного доступу до контрацепції та абортів, стверджуючи: «Ваше тіло належить вам».

### Нацистська епоха
Історики звернули особливу увагу на зусилля нацистської Німеччини з відміни здобутків, яких жінки досягли до 1933 року, особливо під час ліберальної Веймарської республіки. Роль жінок у нацистській Німеччині змінювалася залежно від обставин. Теоретично нацисти вважали, що жінки повинні підкорятися чоловікам, уникати кар'єри, присвячувати себе виношуванню і вихованню дітей і бути помічницею традиційного домінантного батька в традиційній сім'ї. Однак до 1933 року жінки відігравали важливу роль у нацистській організації та отримували певну автономію для мобілізації інших жінок. Після приходу Адольфа Гітлера до влади в 1933 році активісток замінили бюрократки, які підкреслювали жіночі чесноти, шлюб і народження дітей. У той час як Німеччина готувалася до війни, велика кількість людей була включена в державний сектор, і з необхідністю повної мобілізації фабрик до 1943 року всі жінки повинні були зареєструватися в бюро зайнятості. Заробітна плата жінок залишалася нерівною, а жінкам відмовляли в керівних або контрольних посадах.
У 1934 році Гітлер проголосив: «Світ [жінки] — це її чоловік, її сім'я, її діти, її дім». Найвищим покликанням жінки було проголошувано материнство. Закони, які захищали права жінок, були скасовані, а нові були введені, щоб залишити жінок вдома для виконання ролей дружини та матері. Жінкам заборонили займати державні та університетські посади. Жіночі правозахисні групи, такі як поміркований BDF, були розпущені і замінені новими соціальними групами, які зміцнювали б нацистські цінності, під керівництвом нацистської партії та глави у справах жінок у нацистській Німеччині рейхсфрауенфюрерін Гертруди Шольц-Клінк.
У 1944–45 роках понад 500 000 доброволиць були помічницями в уніформі в німецьких збройних силах (Вермахт). Приблизно стільки ж служило в цивільній протиповітряній обороні, 400 000 — доброволицями як медсестри, і набагато більше замінювали призовників у військовій економіці. У Люфтваффе вони виконували бойові функції, допомагаючи керувати зенітними системами, які збивали бомбардувальники союзників.

### Західна Німеччина, Східна Німеччина

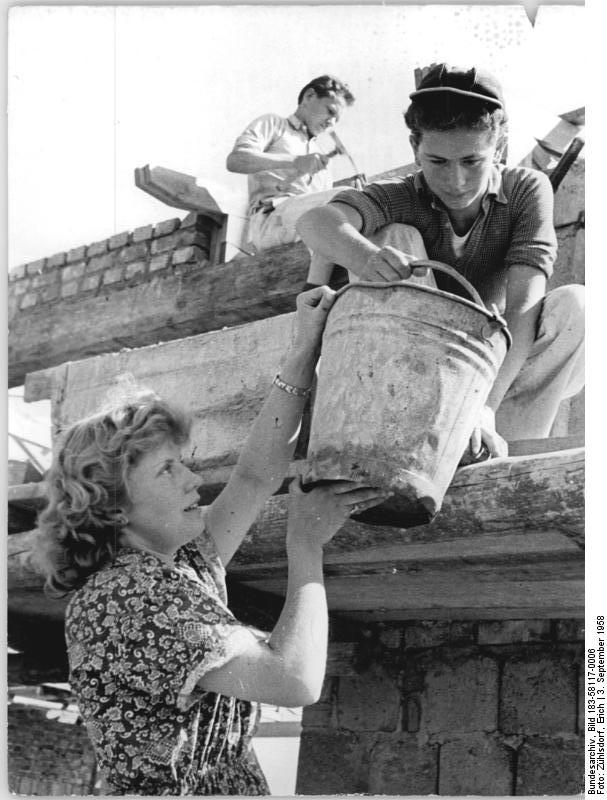
Працівниці в Німецькій Демократичній Республіці (Східна Німеччина), 1958 рік.

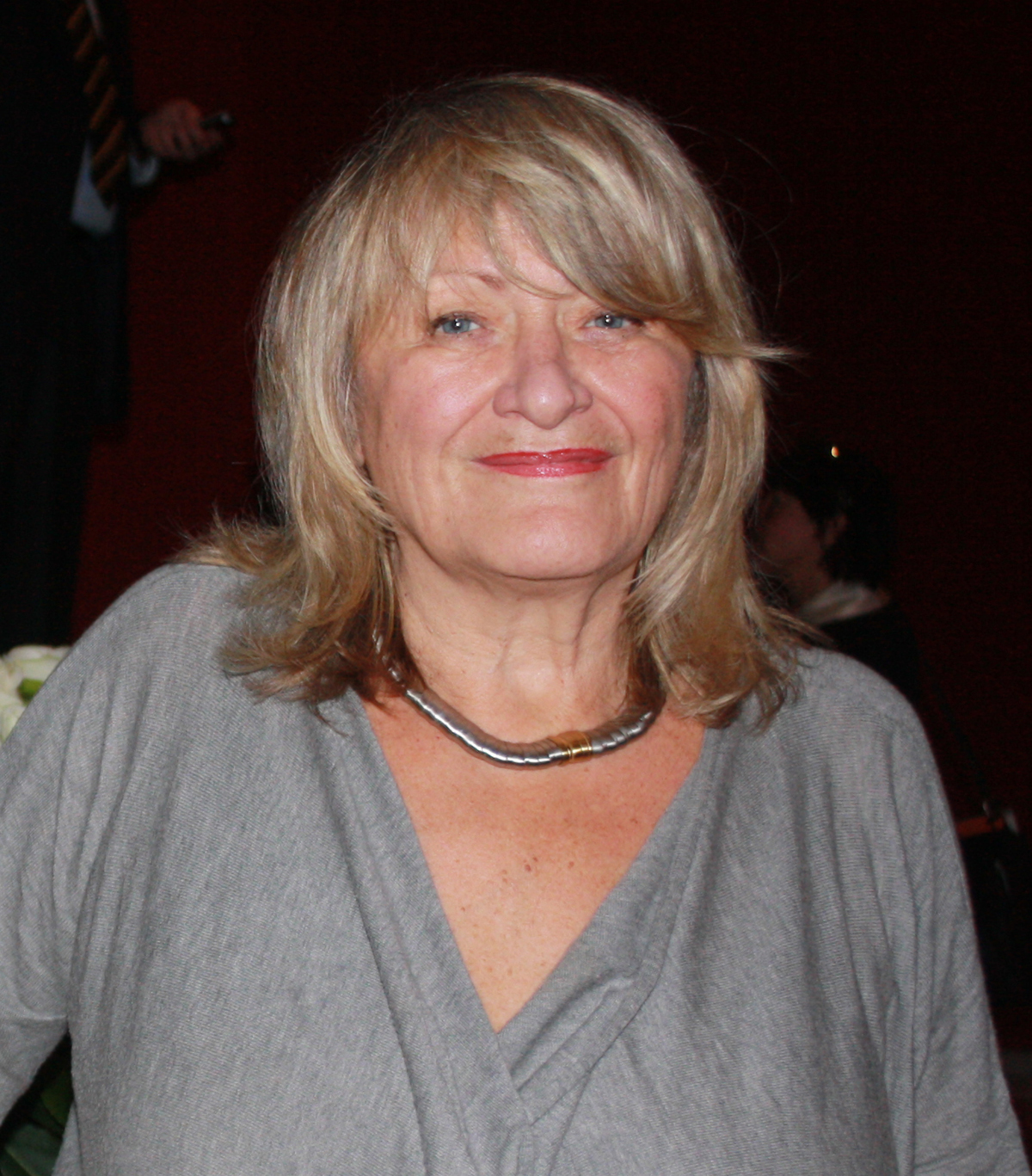
, засновниця журналу EMMA і найвидатніша феміністка Німеччини, 2010

Демографічні зміни, які стали результатом Другої світової війни, означали, що жінки становили більшу частку електорату протягом кількох десятиліть, але це не призвело до значного представництва в уряді; до 1987 року жінки все ще становили лише 10 % представниць і представників у Бундестазі. Жінки мали гіршу освіту, вони були рідше працевлаштовані чи то за професією, чи то в сфері послуг.
Проте після того, як Федеративна Республіка Німеччина почала досягати успіхів у своєму відновленні після Другої світової війни, феміністичні проблеми почали підніматися на поверхню суспільної свідомості. Твори письменниць-феміністок, таких як Бетті Фрідан, були перекладені німецькою, і нове покоління німецьких феміністок почало агітувати за соціальні зміни. Розчарування в звичайних політичних партіях і навіть у стандартній марксистській активності призвело до зростання радикальних лівих у 1970-х, включаючи групи бойовиків. Rote Zora була однією з антипатріархальних терористичних груп; хоча в період з 1974 по 1995 рік група здійснила приблизно 45 вибухів і підпалів, вона мало досягла. Першою партією в Німеччині, яка включила рівні права для жінок у свою програму, була класична ліберальна ВДП. Серед лівих партій, яка мала триваліший вплив, стало створення Партії зелених у 1980 році. Феміністки підштовхнули Партію зелених включити реформу абортів як «безпідставну партійну прихильність», і оскільки більше феміністок стало частиною керівництва партії, до середини 1980-х права жінок стали помітними. Найвідоміша феміністка Західної Німеччини, «медіагенка» Аліса Шварцер, заснувала популярний феміністичний журнал EMMA у 1977 році і залишається його головною редакторкою.
Державний соціалізм у Німецькій Демократичній Республіці нібито означав рівність статей. Письменники-марксисти, такі як Фредерік Енгельс, Август Бебель і Клара Цеткін, писали про роль гендерної експлуатації в капіталізмі. У НДР було мало суспільної свідомості конфлікту між статями, хоча певні групи активістів та активісток обговорювали права жінок, привертаючи увагу Штазі. Офіційна лінія НДР у 1960-х і 1970-х полягала в тому, що західний феміністичний рух «ненавидить чоловіків». З ряду причин вважалося, що жінки в НДР ведуть більш виснажливий спосіб життя, ніж жінки в ФРН. На додаток до більш тривалого офіційного робочого тижня для працівниць НДР, жінки виконували три чверті хатньої роботи та догляду за дітьми. Мало хто володіли автомобілями, а брак продуктів і довгі черги забирали більше часу на такі доручення, як покупка продуктів. Хоча чоловіки мали право на один рік відпустки по догляду за дитиною після народження, вони фактично її не брали. До 1970-х деякі письменниці НДР помітили, що соціальні ролі жінок відстають від їх правового та економічного статусу. До 1977 року одружені жінки в Західній Німеччині не могли працювати без дозволу чоловіка. Проте жінки почали отримувати щедрі за західними стандартами оплачувані відпустки по вагітності та пологах.

## Фемінізм у Німеччині після об'єднання

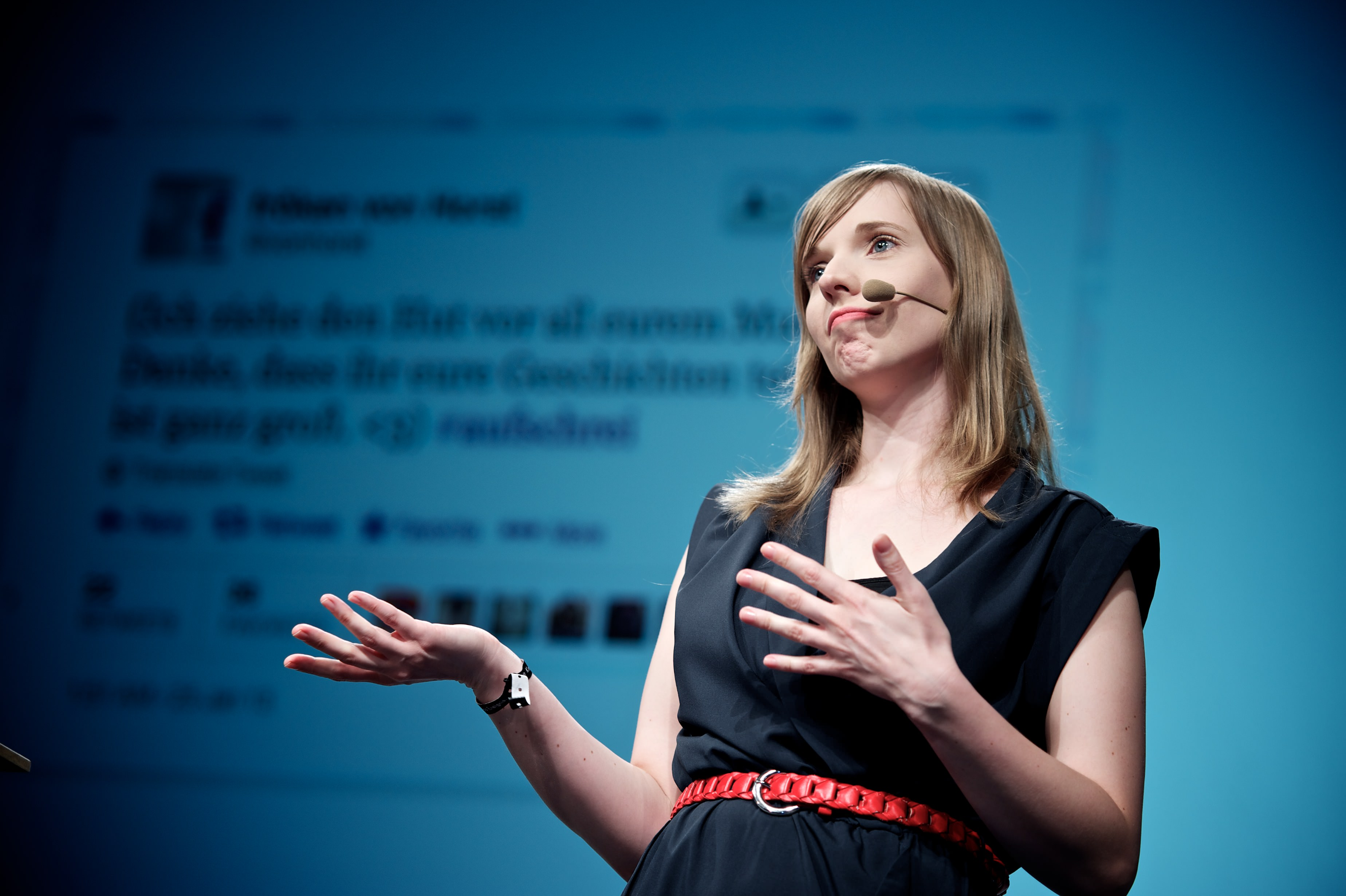
Енн Візорек допомогла створити хештег #Aufschrei у 2013 році

На початку 21 століття питання про інтерсекційність між різними соціальними групами привернули увагу більшої кількості феміністок та інших соціальних реформаторів у Німеччині та за її межами. Після десятиліть вимог більшого юридичного визнання як повноправних громадянок, гастарбайтерки та їхні діти (які часто народилися та виросли в Німеччині) наприкінці 1990-х провели деякі реформи на національному рівні. За цей час жіночі правозахисні групи, загалом, не зробили питання гастарбайтерів феміністським. Були поодинокі випадки, коли групи з прав жінок висловлювали підтримку правам гастарбайтерок на голосування та включення інших прав жінок до урядового проекту закону про гастарбайтерів 1998 року.
До 1997 року визначення зґвалтування в Німеччині було таким: «Той, хто примушує жінку вступити в позашлюбні стосунки з ним або з третьою особою силою або загрозою небезпеки для життя або здоров'я, повинен бути покараний не менше ніж двома роками позбавлення волі». У 1997 році було внесено зміни до закону про зґвалтування, розширивши визначення, зробивши його гендерно нейтральним, а також прибравши поняття шлюбу.
Раніше зґвалтування в шлюбі можна було переслідувати лише як «Нанесення тілесних ушкоджень» (стаття 223 КК Німеччини), «Образа» (стаття 185 Кримінального кодексу Німеччини) та «Використання погроз або сили, щоб заподіяти особі страждання» (Nötigung, розділ 240 німецького кримінального кодексу), за які передбачено більш низькі терміни покарання і рідко переслідувалося.
Мережевий фемінізм, де борчині за права жінок спілкуються та організовують за допомогою соціальних мереж, є тенденцією, що зростає серед молодих феміністок Німеччини. Українська феміністична організація FEMEN, створена у 2008 році, поширилася в Німеччині з 2013 року. Відділи були засновані в Берліні та Гамбурзі. Наприкінці 2012 та на початку 2013 року Twitter став масовим засобом протесту проти поширених видів сексуальних домагань. Використовуючи хештег #ufschrei (крик), було надіслано понад 100 000 твітів на знак протесту проти особистого досвіду переслідувань, підвищення обізнаності про проблему та висвітлення в пресі.
Представництво жінок в уряді та робочій силі досягло прогресу на початку 21 століття. Канцлерка Німеччини Ангела Меркель утвердила свою ключову роль у європейській політиці. Час перебування Меркель на посаді не обійшовся без суперечок, пов'язаних із законодавством про права жінок; у 2013 році Меркель виступала проти пропозиції ЄС запровадити 40-відсоткову квоту для жінок у корпоративних радах у всіх публічно зареєстрованих компаніях із понад 250 співробітниками до 2020 року, на тій підставі, що це було порушенням справ держав-учасниць. міністр праці Німеччини Урсула фон дер Ляєн, прихильниця квоти в Німеччині, отримала письмовий наказ від Меркель «змінити відсутність заперечень її міністерства проти директиви ЄС, щоб кабінет міг представити єдине обличчя німецьким чиновникам ЄС». Однак у березні 2015 року партія СДПН виграла битву за жіночу квоту. Новий закон вимагає, щоб близько 100 компаній призначали жінок на 30 % місць у наглядовій раді, починаючи з 2016 року. Крім того, 3500 компаній мають подати плани щодо збільшення частки жінок на керівних посадах.